# Aptesis polita
Aptesis polita är en stekelart som beskrevs av Bauer 1985. Aptesis polita ingår i släktet Aptesis och familjen brokparasitsteklar. Inga underarter finns listade.